# Babelomurex dalli
Babelomurex dalli is een slakkensoort uit de familie van de Muricidae. De wetenschappelijke naam van de soort is voor het eerst geldig gepubliceerd in 1963 door Emerson & D'Attilio.